# コルド・アルバレス
コルド(Koldo)ことヘスス・ルイス・アルバレス・デ・エウラテ・グエルギ（Jesús Luís Alvárez de Eulate Güergue, 1970年9月4日 - ）は、スペイン・ビトリア出身の元サッカー選手、現サッカー指導者。選手時代はアンドラ代表として79試合に出場し、2010年よりアンドラ代表の監督を務めている。ポジションはGK。

## 経歴
スペインのアラバ県ビトリアに生まれ、1989年にCDアウレラ・デ・ビトリアからデビューした。1991年1月にアトレティコ・マドリードの下部組織に移ったが、アトレティコ・マドリードBでさえ出場機会を得るのに苦労した。1990-91シーズンのコパ・デル・レイ決勝・RCDマヨルカ戦では、アベル・レシーノの負傷のためにトップチームのベンチに入った。その後は下部リーグのCDトレドやUDサラマンカに在籍したが、2番手か3番手のキーパーにすぎなかった。1994年、アンドラに本拠地を置きながらスペインのリーガ・エスパニョーラに加盟しているFCアンドラに移籍すると、2006-07シーズンを除く14シーズンもプレーし、2009年に現役引退した。
1996年に初の国際試合を経験したアンドラ代表には、1998年6月3日のブラジル戦(0-3)でデビューした。2003年11月、欧州サッカー連盟(UEFA)が主催してアンドラサッカー連盟が選出したUEFAジュビリーアウォーズ（過去50年で最も優秀なアンドラ人選手）に選ばれた。2009年6月10日に行われた2010 FIFAワールドカップ・ヨーロッパ予選のイングランド戦が代表でのラストゲームとなった。この試合ではマン・オブ・ザ・マッチ級の活躍を見せ、ロスタイムにベンチに退いた際には、対戦相手のサポーターからもスタンディング・オベーションを贈られた。イングランド戦が79試合目となり、この間に3勝を挙げている。

## 所属クラブ
選手
- 1989-1990  CDアウレラ・デ・ビトリア
- 1991-1992  アトレティコ・マドリードB
- 1991  アトレティコ・マドリード
- 1992-1993  CDトレド
- 1993-1994  UDサラマンカ
- 1994-2006  FCアンドラ
- 2006-2007  CFバラゲール
- 2007-2009  FCアンドラ

指導者
- 2010-  アンドラ代表

## 個人成績
代表での年別出場試合数
| アンドラ代表 | 国際Aマッチ | 国際Aマッチ |
| 年           | 出場        | 得点        |
| ------------ | ----------- | ----------- |
| 1998         | 8           | 0           |
| 1999         | 8           | 0           |
| 2000         | 8           | 0           |
| 2001         | 3           | 0           |
| 2002         | 6           | 0           |
| 2003         | 7           | 0           |
| 2004         | 7           | 0           |
| 2005         | 8           | 0           |
| 2006         | 5           | 0           |
| 2007         | 10          | 0           |
| 2008         | 5           | 0           |
| 2009         | 4           | 0           |
| 通算         | 79          | 0           |